# Martha Graham Dance Company
La Martha Graham Dance Company fu fondata nel 1938 da Martha Graham in sostituzione del precedente Dance Group (1926), se si considera anche quest'ultimo, può essere ritenuta come la più antica compagnia della modern dance americana. Come compagnia di danza contemporanea ha continuato a esibirsi, rivivere classici e formare ballerini anche dopo la morte della Graham nel 1991. La compagnia ha il plauso della critica nel mondo artistico ed è stata riconosciuta come "una delle grandi compagnie di danza del mondo" dal New York Times e come "una delle sette meraviglie dell'universo artistico" dal Washington Post.
Molti dei grandi ballerini e coreografi moderni del XX e XXI secolo hanno iniziato alla Martha Graham Dance Company, tra cui: Merce Cunningham, Erick Hawkins, Pearl Lang, Pascal Rioult, Anna Sokolow e Paul Taylor. Il repertorio di 181 opere comprende anche spettacoli di ospiti quali Michail Baryšnikov, Claire Bloom, Margot Fonteyn, Liza Minnelli, Rudol'f Nureev, Majja Pliseckaja e Kathleen Turner. Il suo stile e la sua tecnica, la tecnica Graham, sono riconosciuti in 50 paesi diversi.

## Passato

### Ubicazione e inizi

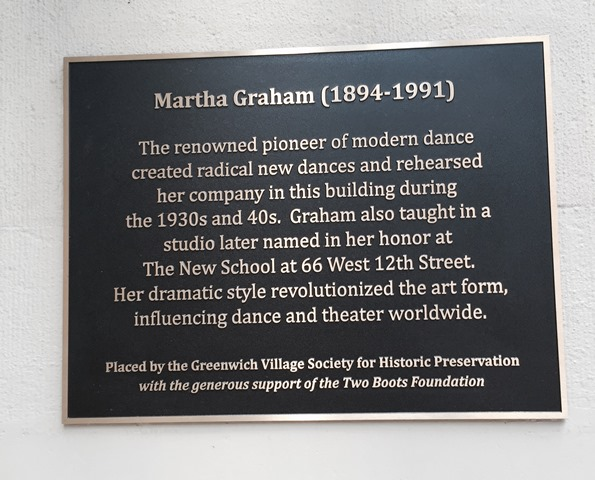
Il 9 giugno 2013, The Greenwich Village Society for Historic Preservation ha scoperto questa targa al 66 della Fifth Avenue, dove la Graham aveva il suo studio negli anni '30 e '40.

Martha Graham iniziò a insegnare nel suo studio al numero 66 della Fifth Avenue, vicino alla 13ª Strada e al Neighborhood Playhouse. Qui insegnava la sua speciale tecnica di danza alle donne che sarebbero diventate i primi membri della sua compagnia di danza. Avrebbero fatto pratica su nuovi lavori per nove mesi per poi dare concerti a New York e all'estero. Durante gli anni 1938 e 1939 gli uomini si unirono alla compagnia. Più tardi la compagnia sarebbe stata afflitta da problemi finanziari. In questi momenti, la Graham era aiutata da benefattori singoli. Una delle collaboratrici, la signora Wallace, ha reso possibile che il Martha Graham Center of Contemporary Dance trovasse la sua sede attuale al 316 East della 63ª Strada.

### Primi lavori
Molti dei primi lavori della Graham erano spartani. Disegnava da sola i costumi e gli scenari disadorni. Nel 1930 fece la coreografia di "Lamentation", un pezzo in cui l'emozione espressa dal ballerino era aiutata dalla scelta delle stoffe operata dalla Graham. Ci sono due temi principali presenti nel lavoro di Graham: l'esperienza dei nativi americani e la mitologia greca. Il suo lavoro "Primitive Mysteries", coreografato nel 1931, fu creato dopo la sua visita nel sud-ovest americano ed è una rievocazione del rituale in onore della Vergine Maria. È articolato in tre movimenti: il primo movimento è basato sulla nascita di Gesù, il secondo sulla crocifissione di Gesù e il terzo su Maria che va in cielo.
Il suo lavoro “Frontier” è il primo pezzo che creò con uno scenario: una recinzione e due corde. Si trattava di un assolo femminile che debuttò nel 1935 con la musica di Horst.
La sua compagnia era tutta al femminile fino a quando non creò il suo primo duetto maschio-femmina nel 1938, "American Document". Nel movimento intitolato ‘Puritan Episode’ ballò con il suo futuro marito, Erick Hawkins. Hawkins diventò il ballerino principale della compagnia e il suo abituale compagno di ballo. I due hanno ballato insieme nel suo più famoso pezzo americano “Appalachian Spring”. Il pezzo fu presentato per la prima volta nel 1944, musicato da Aaron Copland.

### Dopo la morte della Graham
Dopo la morte della Graham la compagnia si imbatté in problemi finanziari e legali. Nel suo testamento la Graham aveva lasciato la sua eredità a Ron Protas, dandogli tutti i diritti sulla sua coreografia. La sua controversia con il Consiglio di amministrazione arrivò nel bel mezzo di problemi finanziari e parlava della chiusura del centro di danza. Protas rispose rifiutandosi di permettere alla compagnia di eseguire i lavori della Graham. Questa battaglia legale era stata alimentata dal recente periodo di magra della compagnia. I finanziamenti pubblici furono tagliati per alcuni decenni, ma dopo la morte della Graham, anche gli investitori privati iniziarono a tenere duro. La compagnia nel decennio che seguì si esibì a intermittenza. Nel 2000 la compagnia annullò gli spettacoli dell'anno e si avvicinò al fallimento. Nel 2004 iniziò ad esibirsi nuovamente dopo due casi della Corte Suprema con Ron Protas, entrambi i quali vinti dalla compagnia.

## Attualmente

### Spettacoli
La Martha Graham Dance Company continua ad eseguire sia le opere della Graham che a crearne di nuove basate sulla tecnica che lei aveva sviluppato. I primi lavori fanno parte del "lungo periodo di lana" e comprendono opere come "Primitive Mysteries" e "El Penitente". Successivamente la Graham si rivolse all'America per l'ispirazione e creò opere come "American Document", "American Provincials", "Appalachian Spring", "Letter to the World" e "Salem Shore". Si rivolse poi alla mitologia ebraica e greca per "Cave of the Heart", "Night Journey", "Errand Into the Maze", "Judith", "The Witch of Endor", "Phaedra" e "Clytemnestra". I suoi lavori successivi riflettono il suo ritiro dal momento che smisero di inserire un'eroina principale per concentrarsi su concetti più astratti. Tutti questi lavori sono ancora nel repertorio della compagnia e vengono occasionalmente eseguiti.

### Compagnia attuale
Nel 2005 Janet Eilber divenne direttore artistico e Denise Vale prese la posizione di Senior Artistic Associate. Nel 2015 i ballerini principali erano: Tadej Brdnik, PeiJu Chien-Pott, Carrie Ellmore-Tallitsch, Lloyd Knight, Mariya Dashkina Maddux e Blakeley White-McGuire. I solisti sono: Abdiel Jacobsen, Ben Schultz e XiaoChuan Xie. I ballerini: Natasha M. Diamond-Walker, Charlotte Landreau, Lloyd Mayor, Ari Mayzick, Lauren Newman, Lorenzo Pagano, Lucy Postell e Ying Xin.
Negli ultimi anni la Eilber ha invitato i coreografi contemporanei a contribuire con brevi brani ispirati a "Lamentations" della Graham (1930). Tra gli artisti partecipanti figurano Yvonne Rainer, Lar Lubovitch, Liz Gerring, Richard Move, e Aszure Barton.